# Benedicta Enriqueta de Wittelsbach
Benedicta Enriqueta de Wittelsbach (en alemany Benedicta Henriette von der Pfalz) va néixer a París el 14 de març de 1652 i va morir a Asnières-sur-Seine el 12 d'agost de 1730. Va ser la tercera filla del comte Palatí de Simmern Eduard de Wittelsbach (1625-1663) i d'Anna Gonzaga (1616-1684).
Benedicta Enriqueta va ser duquessa consort de Brunsvic-Lüneburg, o de Hannover, arran del seu casament amb el duc Joan Frederic, i sovint se la coneix com a Benedicta de Hannover. Després de la mort del seu marit, el 1679, va retornar a França, a la seva residència d'Asnières, prop de París.

## Matrimoni i fills
El 30 de novembre de 1668 es va casar amb Joan Frederic de Brunsvic-Lüneburg (1625-1679), fill del duc Jordi de Brunsvic-Lüneburg (1582-1641) i d'Anna Elionor de Hessen-Darmstadt (1601-1659). El matrimoni va tenir quatre filles:
- Anna Sofia (1670-1672)
- Carlota Felicitat (1671-1710), casada amb el duc de Mòdena Reinaldo III d'Este (1655-1737)
- Enriqueta Maria (1672-1757)
- Amàlia Guillema (1673-1742), casada amb l'emperador Josep I del Sacre Imperi Romanogermànic (1678-1711).